# Georg Duerig
Georg Duerig (* 19. Januar 1823 in Bamberg; † 15. Mai 1905 ebenda) war ein Forstmeister und Reichstagsabgeordneter.
Dürig war Forstmeister in Forchheim. Durch eine Nachwahl im Dezember 1871 rückte er als Mitglied des Deutschen Reichstags für den Abgeordneten Christian Fischer nach. Er vertrat dort die Liberale Reichspartei für den Wahlkreis Unterfranken 2 (Kitzingen) bis zum Januar 1874.